# GBU-43/B Massive Ordnance Air Blast
O GBU-43/B Massive Ordnance Air Blast (sigla MOAB, popularmente conhecida como "Mother of All Bombs") (em português: "Mãe de todas as bombas") é uma arma de destruição em massa não-nuclear (considerada a maior do mundo em uso), desenvolvida para a Força Aérea dos Estados Unidos por Albert L. Weimorts, Jr. do Air Force Research Laboratory. O seu primeiro teste realizou-se em 11 de março de 2003. O segundo teste aconteceu oito meses depois. Foi projetado para ser entregue por um C-130 Hercules, principalmente as variantes MC-130E Combat Talon I ou MC-130H Combat Talon II. É conhecida por ser uma das bombas mais baratas de ser compradas, custando cerca de 200 mil por unidade.
Em 13 de Abril de 2017, uma MOAB foi lançada em um complexo de cavernas do EIIL-Khorasan no distrito de Achin, província de Nangarhar, Afeganistão. De acordo com estimativas, a detonação da bomba teria causado a morte de ao menos 94 pessoas, além de destruir várias toneladas de armamentos e equipamentos bélicos. 

## Projeto e desenvolvimento

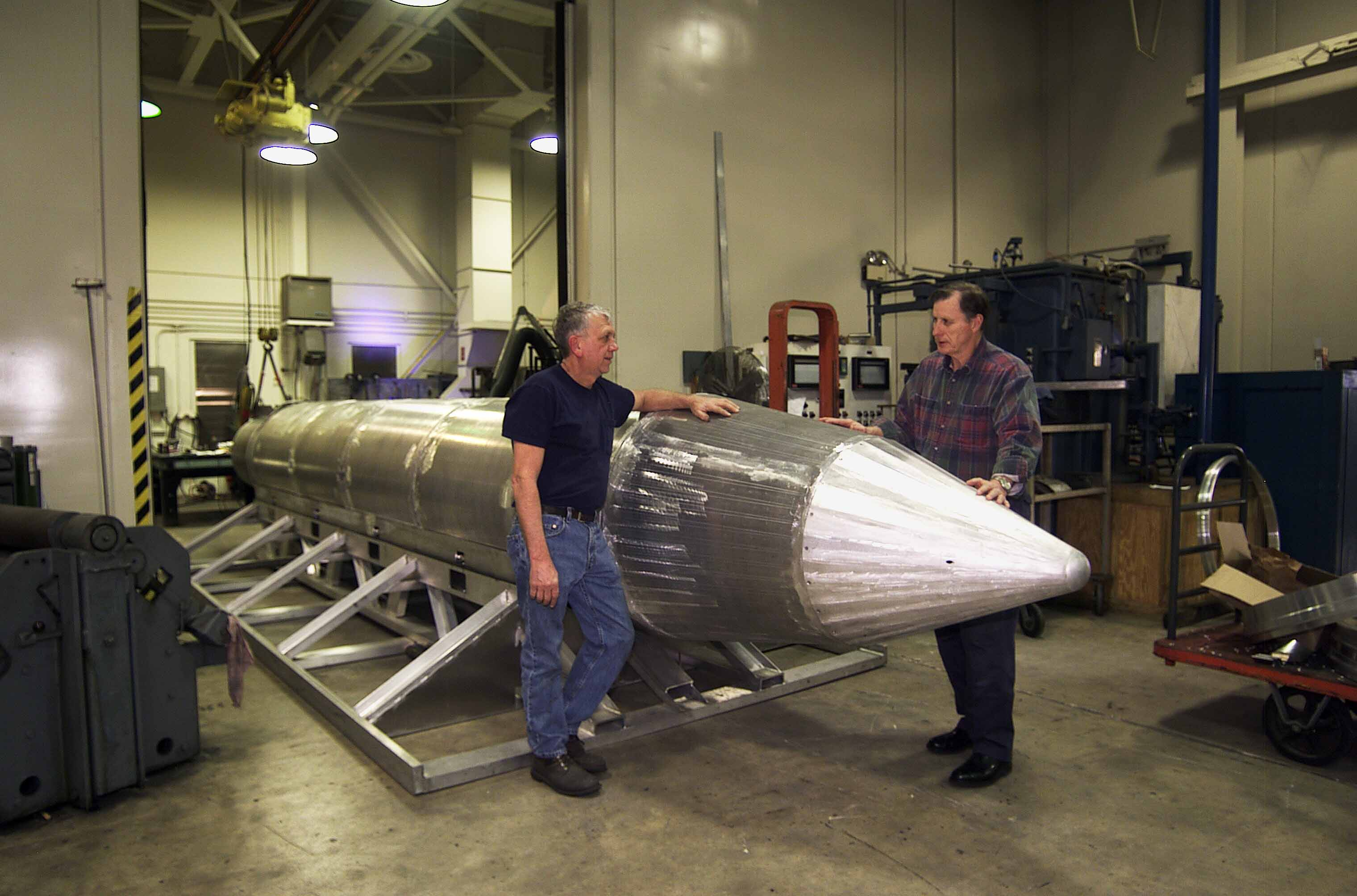
Al Weimorts (direita), o criador da bomba de explosão GBU-43/B e Joseph Fellenz, fabricante de modelos de chumbo, examinam o protótipo antes de ser pintado e testado.

O conceito operacional básico tem alguma semelhança com o BLU-82 Daisy Cutter, que foi usado para limpar áreas densamente arborizadas na Guerra do Vietnã e no Iraque para limpar minas e mais tarde como uma arma psicológica contra os militares iraquianos. Depois que o impacto psicológico do BLU-82 em soldados inimigos foi testemunhado, e nenhuma arma BLU-82 permaneceu, o MOAB foi desenvolvido em parte para continuar a capacidade de intimidar soldados iraquianos. Autoridades do Pentágono sugeriram a intenção de usar o MOAB como uma arma antipessoal, como parte da estratégia de "choque e pavor" inerente à invasão do Iraque em 2003.
Os GBU-43 são entregues a partir de aviões de carga C-130, dentro dos quais são carregados em berços apoiados em plataformas de lançamento aéreo. As bombas são lançadas com o uso de paraquedas drogueados, que também extraem o berço e a plataforma da aeronave. Logo após o lançamento, os drogues são libertados e as bombas não são devolvidas. A orientação por satélite GPS é usada para guiar bombas até seus alvos.
O MOAB não é uma arma penetradora e destina-se principalmente a alvos de superfície macia a média abrangendo áreas e alvos estendidos em um ambiente contido, como um cânion profundo ou dentro de um sistema de cavernas. O bombardeio de grandes altitudes com bombas muito menores, entregues por bombardeiros pesados, como o B-52, o B-2 ou o B-1, também é altamente eficaz para cobrir grandes áreas.
O MOAB é projetado para ser usado contra um alvo específico e não pode replicar por si só os efeitos de uma típica missão de bombardeiro pesado. Durante o programa Operação Arco-Luz da Guerra do Vietnã, por exemplo, a Força Aérea dos Estados Unidos enviou os B-52 a mais de 10 000 bombardeios, cada um geralmente realizado por dois grupos de três aeronaves. Uma missão típica derrubou 168 toneladas de munição, atingindo uma área de 1,5 por 0,5 milhas com uma força explosiva equivalente a 10 a 17 MOABs.
O MOAB foi testado pela primeira vez com o explosivo tritonal em 11 de março de 2003, no Range 70, localizado na Eglin Air Force Base, na Flórida. Foi testado novamente em 21 de novembro de 2003.
Desde 2003, 15 MOABs foram fabricados na McAlester Army Ammunition Plant em McAlester, Oklahoma.
A Força Aérea disse que o MOAB tem um preço unitário de US$ 170 000, mas este é um custo unitário histórico gerado em meados dos anos 2000 e vários fatores do processo de desenvolvimento atípico da bomba tornaram a estimativa de custo difícil de ser calculada com precisão. O Laboratório de Pesquisa da Força Aérea gerou o valor com base em peças já existentes, como carcaças de bombas e metais, e uma vez que a munição foi construída internamente pelo serviço, elas não pagaram por pesquisas externas ou têm custos de aquisição padrão associados a elas. O MOAB foi um "projeto de acidente" desenvolvido para uso contra um adversário com táticas incertas em terrenos desconhecidos e, portanto, um esforço para atender a uma necessidade urgente e não era um programa formal. Se mais bombas forem encomendadas, a produção seria basicamente iniciada com custos mais altos por causa da falta de peças antigas, inflação de preços e novos projetos e testes.

## Uso operacional
Em 13 de Abril de 2017, uma MOAB foi lançada em um complexo de cavernas do Estado Islâmico — Khorasan no distrito de Achin, província de Nangarhar, Afeganistão. Foi o primeiro uso da bomba em combate. Dois dias depois, um porta-voz do exército afegão disse que o ataque matou 94 militantes do EI-K, incluindo quatro comandantes, sem sinais de baixas civis. No entanto, um parlamentar da província de Nangarhar, Esmatullah Shinwari, disse que a explosão matou um professor e seu filho. O ex-oficial militar dos EUA, Marc Garlasco, que serviu no governo de George W. Bush, disse que os EUA nunca usaram o MOAB anteriormente por causa de preocupações de que ele machucaria ou mataria civis inadvertidamente.

## Armas similares
Durante a Segunda Guerra Mundial, o Comando de Bombardeiros da Royal Air Force usou o Grand Slam, oficialmente conhecido como "Bomb, Medium Capacity, 22 000 lb" 42 times. Com um peso total de 22 000 libras, essas bombas de terremotos eram tecnicamente maiores que o MOAB. No entanto, metade do seu peso foi devido ao invólucro de ferro fundido necessário para penetrar no solo (até 40 m) antes de explodir. O MOAB, em contrapartida, tem um invólucro de alumínio leve de 2 900 lb (1 315 kg) ao redor de 18 700 lb (8 500 kg) de material explosivo da Composição H-6.
A bomba de demolição T-12 Cloudmaker de 44 000 libras da Força Aérea dos Estados Unidos (similar em design ao Grand Slam), desenvolvida após a Segunda Guerra Mundial, carregava uma carga explosiva mais pesada que a MOAB, mas nunca foi usada em combate.
Em 2007, os militares russos anunciaram que haviam testado uma arma termobárica apelidada de "Pai de Todas as Bombas" (em inglês: "FOAB"). A arma dita como sendo quatro vezes mais poderosa que o MOAB. Mas sua existência e especificações são amplamente discutidas.
O MOAB é a bomba convencional mais potente já usada em combate, medida pelo peso de seu material explosivo. O rendimento explosivo é comparável ao das menores armas nucleares táticas, como o projétil americano M-388 da época da Guerra Fria disparado pela arma portátil sem recuo Davy Crockett. O M-388, uma variante de ogivas nucleares W54, pesava menos de 60 libras. No ajuste de rendimento mais baixo do projétil de 10 toneladas, aproximadamente equivalente a um único MOAB, sua força explosiva foi de apenas 1/144 000 (0,0007%) da ogiva W49 de 1,44 megatons da Força Aérea, uma arma nuclear comumente encontrada nos ICBMs Americanos no início de 1960.